# Тела (телесериал)
«Тела» (англ. Bodies) — британский мини-сериал в жанре детектив и криминал. Основан на одноимённой серии комиксов издательства DC Comics, автор сценария Си Спенсер, а иллюстрации Дина Ормстона, Тулы Лотей, Меган Хетрик и Фила Уинслейда. Премьера сериала состоялась 19 октября 2023 года на стриминговом сервисе Netflix. В главных ролях — Амака Окафор, Кайл Соллер, Джейкоб Форчун-Ллойд, Шира Хаас, Том Мотерсдейл, Майкл Джибсон, Грета Скакки, Стивен Грэм, Габриэль Хауэлл.

## Синопсис
Четыре эпохи — 1890, 1941, 2023 и 2053 годы. Лондонские детективы, живущие в разное время, расследуют таинственное убийство одного и того же человека.

## В ролях

### Главные роли
- Амака Окафор — сержант Шахара Хасан, расследует таинственное убийство в 2023 году
- Кайл Соллер — инспектор Альфред Хиллингхед, расследует таинственное убийство в 1890 году
- Джейкоб Форчун-Ллойд — сержант Чарльз Уайтмен, расследует таинственное убийство в 1941 году
- Шира Хаас — констебль Айрис Мейплвуд, расследует таинственное убийство в 2053 году
- Том Мотерсдейл — Габриэль Дефо/Тело.
- Майкл Джибсон — старший инспектор Дэниель Барбер, начальник Хасан в 2023 году.
- Грета Скакки — Полли Харкер, жена сэра Джулиана Харкера в 1941 году.
- Стивен Грэм — Элиас Мэнникс/Джулиан Харкер.
- Габриэль Хауэлл — молодой Элиас Мэнникс, подросток которого разыскивают в 2023 году.

### Второстепенные роли
- Дерек Ридделл — старший инспектор Кэллоуэй, начальник Чарльза в 1941 году.
- Джордж Паркер — Генри Эш, фотожурналист и напарник Альфреда Хиллингхеда в 1890 году.
- Сюнневе Карльсен — Полли Хиллингхед, дочь Альфреда Хиллингхеда в 1890 году.
- Эми Мэнсон — Шарлотта Хиллингхед, жена Альфреда Хиллингхеда в 1890 году.

## Производство
Сериал был анонсирован в феврале 2022 года. Пол Томалин выступил создателем и исполнительным продюсером. Производством занимается компания Moonage Pictures. В июле 2022 года в актёрский состав вошли Шира Хаас, Стивен Грэм, Джейкоб Форчун-Ллойд, Кайл Соллер и Амака Окафор.
Съёмки начались 16 мая 2022 года. Многие сцены снимались в «Старом городе» Кингстон-ан-Халл, с использованием викторианских зданий в центре города. Некоторые сцены сериала снимались на борту судов компании Hornblower Cruises в Йорке и на верфи City Cruises Boatyard в Йорке. Дом Харкера — Wilberforce House на Хай-стрит в Халле. Многие футуристические сцены снимались в Университете Лидса.

## Восприятие
На сайте Rotten Tomatoes фильм имеет рейтинг 81 % основанный на 26 отзывах, со средней оценкой 6.8/10. По мнению критиков сайта, «благодаря незаменимому Стивену Грэму, „Тела“, состоящие из множества закрученных временных нитей, превращаются в одну приятную завязку».
Патрик Хайдманн в своей рецензии для taz пишет: «Независимо от того, чем закончится сезон — сложной загадкой, охватывающей десятилетия, или фантастическим балаганом, — смотреть всегда интересно. Режиссёр Марко Кройцпайнтнер снял первую половину сериала (до того, как за дело взялся Хаолу Ванг) убедительно, напряженно и захватывающе, и даже сумел заставить нас забыть о том, что бюджеты Netflix уже не те, что раньше».
Газета Irish Independent отмечает повторяемость мотивов, слов (например, «Знай, что тебя любят») и имён (например, «Харкер» и «Манникс»), как в фильме «Облачный атлас».